# Kazimierz Jankowski (pilot)
Kazimierz Jankowski (ur. 4 lutego 1894 w Margoninie, zm. 18 sierpnia 1920 koło Pułtuska) – powstaniec wielkopolski, sierżant pilot Wojska Polskiego, kawaler Orderu Virtuti Militari.

## Życiorys
Syn Antoniego i Joanny z Radzimskich. W wieku kilkunastu lat uczestniczył w jednym ze strajków szkolnych polskich dzieci. Po wybuchu I wojny światowej został wcielony do armii niemieckiej. Po spędzeniu kilku lat na froncie został skierowany do szkoły pilotów w Pile. Po ukończeniu szkoły służył w lotnictwie niemieckim. W czasie powstania wielkopolskiego brał czynny udział w walkach w grudniu 1918 i styczniu 1919 roku, uczestnicząc między innymi w bitwach pod Chodzieżą i Szamocinem. Po powstaniu zgłosił się do lotnictwa polskiego w Ławicy pod Poznaniem. Tutaj został przydzielony do 13 eskadry myśliwskiej. 
W czasie wojny z bolszewikami odznaczył się wielką odwagą i zaangażowaniem w akcjach bojowych. Zginął 18 sierpnia 1920 w czasie najgorętszego okresu walk z bolszewikami, trafiony w czasie lotu. Pochowany na cmentarzu w Margoninie.
26 marca 1921 „za waleczność” został pośmiertnie mianowany z dniem 2 października 1920 podporucznikiem wojsk lotniczych.

## Ordery i odznaczenia
- Krzyż Srebrny Orderu Wojskowego Virtuti Militari nr 8126 – pośmiertnie 27 lipca 1922[4]
- Krzyż Walecznych[5]
- Polowa Odznaka Pilota – pośmiertnie 11 listopada 1928 roku „za loty bojowe nad nieprzyjacielem w czasie wojny 1918-1920”[6]